# 八蛇川
八蛇川（やじゃがわ）は、長野県飯綱町を流れる一級河川。

## 概要
飯縄山の東山腹「滝ノ沢」上流部の爆裂火口を源とし、飯綱町西側の田畑を潤しながら鳥居川へ合流する。
支流は八方に広がって、まるでヤマタノオロチを彷彿とさせることから名付けられたとも、また、大雨のときなど水が一時に流入氾濫して、夜叉のように荒れ狂うことから名付けられたともいわれている（夜叉川）。

## 利水
1919年（大正8年）、八蛇川上流の高坂矢蛇口では、米沢竹治ほか30数人により、川の落差を利用した水力発電所 が建設され、1923年（大正12年）7月12日に当時の高岡村400戸余に送電され、初めて電灯が灯されている。

## 支流
- 滝沢川（たきざわがわ）
- 前川（まえかわ）
- 成合川（なりあいがわ）
- 沼川（ぬまかわ）

## 流域の自治体
長野県
飯綱町